# Golf d'Escil·lècion
El golf d'Escil·lècion o de Squillace (en llatí Scylleticus sinus, en grec antic Σκυλλητικὸς κόλπος) és un golf de Calàbria a Italià, a la costa oriental.
Sempre va ser considerat un lloc molt perillós pels mariners, i Virgili l'anomena «navifragum Scylaceum» ('Escil·leci que fa naufragar'). No té cap port natural. En parlen Aristòtil i Antíoc de Siracusa, però no Tucídides. Pren el seu nom de la ciutat de Squillace. Està situat a la regió de Crotone (al nord) començant a Capo Rizzuto, i va al sud fins a la moderna Caulònia.